# Мой друг — Мелекуш
«Мой друг — Мелекуш» (туркм. Мениң достум Мелегуш) — туркменская кинокомедия режиссёров Мухамеда Союнханова и Анатолия Карпухина . Снято на студии Туркменфильм в 1972 году.

## Сюжет
Главный герой Алты Велладов беспредельно любит ахалтекинцев. Алты безумно любит коня по имени Мелекуш, который принадлежит колхозу. Мелекуш настолько великолепен, что его хотят продать на аукционе. Алты делает всё чтобы его любимого коня не увезли за рубеж.

## В ролях
| Актёр                   | Роль              |
| ----------------------- | ----------------- |
| Какаджан Аширов         | Алты              |
| Зоя Асрян               | Дильбер           |
| Дурды Сапаров           | Чары              |
| Акмурад Бяшимов         | Бяшим             |
| Сары Каррыев            | Баба-сейис        |
| Джерен Ишанкулиева      | Джерен            |
| Огулдурды Маммедкулиева | Марал             |
| Худайберды Ниязов       | Мерген            |
| Амангельди Одаев        | Кочкулы           |
| Шахида Гафурова         | Голчагул          |
| Гусейн Мурадов          | начальник милиции |
| Керим Ниязов            | Овез              |
| Шукур Кулиев            | пилот             |
| Хоммат Муллук           | эпизод            |
| Баба Аннанов            | эпизод            |
| Курбан Келджаев         | эпизод            |